# ونک (ویرجینیای غربی)
ونک، ویرجینیا غربی (به انگلیسی: Vance, West Virginia) یک منطقهٔ مسکونی در ایالات متحده آمریکا است که در Hampshire County واقع شده‌است.